# Gonatus onyx
Gonatus onyx är en bläckfiskart som beskrevs av Young 1972. Gonatus onyx ingår i släktet Gonatus och familjen Gonatidae. Inga underarter finns listade i Catalogue of Life.

## Bildgalleri

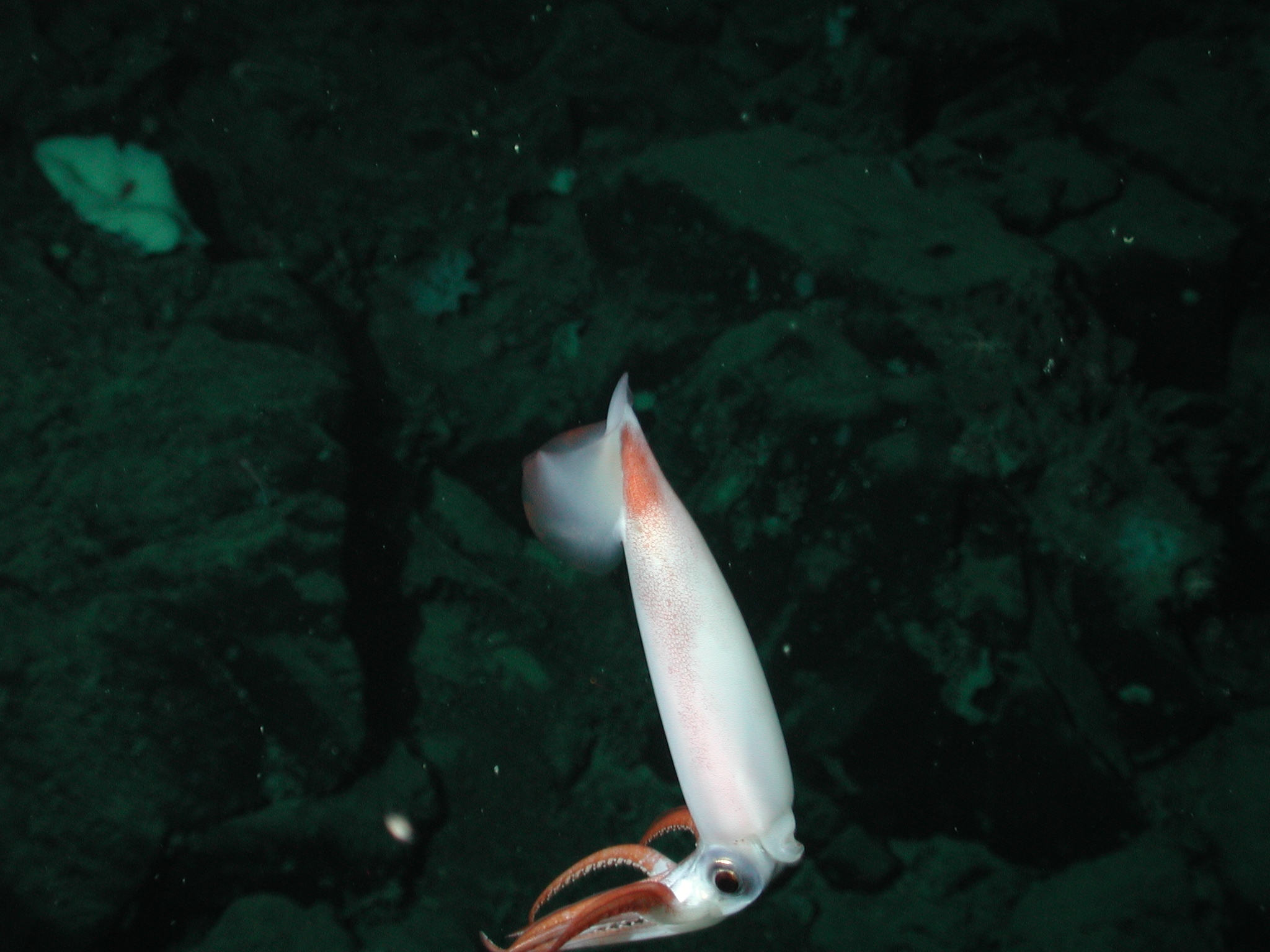